# روی جی. پلونکت
روی جی. پلونکت (انگلیسی: Roy J. Plunkett؛ زاده ۲۶ ژوئن ۱۹۱۰ درگذشته ۱۲ مهٔ ۱۹۹۴) یک دانشمند در زمینه شیمی آلی اهل ایالات متحده آمریکا بود.شهرت وی به علت اکتشاف تصادفی تفلون است.